# Fantasti
Le fantasti est un lutin provençal, très proche du gripet, qui s'établit dans les écuries et les étables puis s'occupe du bétail.